# Iglesia de San Juan Bautista de Sutiava
La iglesia de San Juan Bautista de Sutiava es un templo religioso católico del siglo XVIII situado en León, departamento de León, Nicaragua.

## Historia
Data de la época de la Capitanía General de Guatemala y su construcción se inició en 1698 por mandato del corregidor Diego Rodríguez Menéndez, en el poblado indígena de Sutiaba, hoy integrado en León. El poblado había cobrado importancia a partir de 1610 cuando la casa del corregidor quedó instalada en Sutiaba. Fue terminada el 24 de agosto de 1710.Además, en 1752 se terminó la casa Cural de Sutiaba. 
La iglesia está considerada en muchas ocasiones la segunda iglesia en importancia de la ciudad de León por su impronta patrimonial e histórica. La cúpula quedó destruida durante la guerra de 1844, y fue reconstruida en el siglo XX.

## Descripción

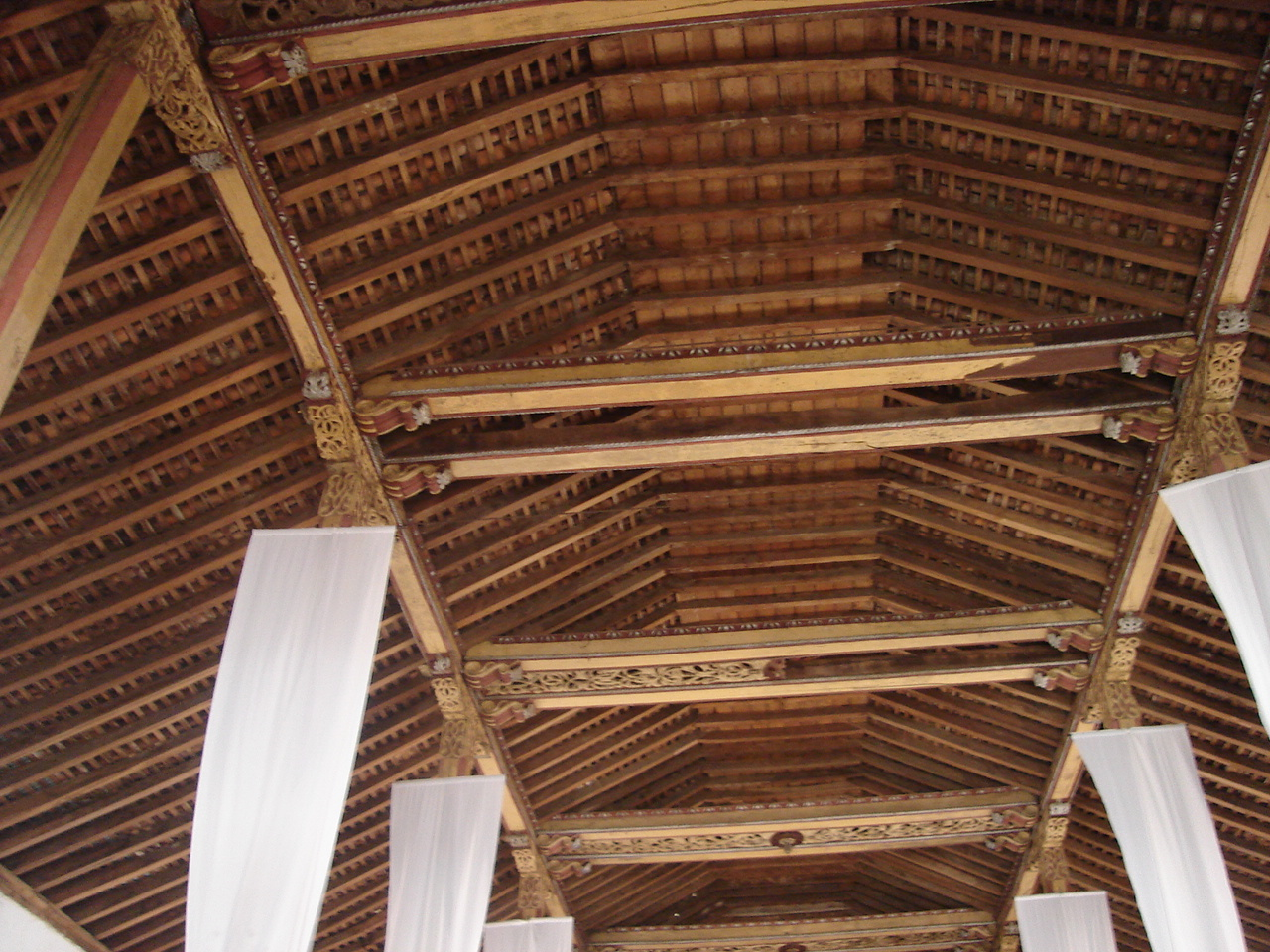
Vigas de madera labradas y decoradas del interior

Construida en estilo barroco novohispano, la fachada consta de cuatro cuerpos en progresión simétrica, y tiene un frontispicio de influencia barroca. La planta es de cruz latina y la nave central es de cañón corrido con tejado a dos aguas, rematado por presbiterio y capillas. El interior destaca por sus vigas de madera, labradas y decoradas. El retablo fue ensamblado por artesanos indígenas. Tiene un campanario en el lado derecho. El techo es de madera y teja. Se puede señalar un púlpito procedente de León Viejo además de una imagen de Santa Lucía, cuya romería el 13 de diciembre congrega a una gran cantidad de vecinos.
Declarada Monumento Nacional e Histórico el 21 de septiembre de 1944. 

## Festividades
Las celebraciones religiosas que más vecinos y feligreses congregan son en honor a San Jerónimo en septiembre y a Santa Lucía en diciembre respectivamente. También, con motivo de la Semana Santa en León, Nicaragua se lleva a cabo la procesión de la burrita o burriquita de Jesús del Triunfo y la del Santo Entierro, para la que se elaboran alfombras coloridas. Otra festividad religiosa es la procesión de San Lázaro y los perritos. 